# Josh Kerr
Josh Kerr (ur. 8 października 1997) – brytyjski lekkoatleta specjalizujący się w biegach średnich.
Mistrz Europy juniorów w biegu na 1500 metrów (2015). Rok później był dziesiąty podczas światowego czempionatu juniorów w Bydgoszczy. Brązowy medalista mistrzostw Europy w biegach przełajowych w drużynie juniorów (2016). W 2019 był szósty w biegu na 1500 metrów podczas mistrzostw świata w Dosze. W 2021 wywalczył na tym dystansie brązowy medal igrzysk olimpijskich w Tokio. Największy sportowy sukces osiągnął 23 sierpnia 2023, kiedy w Budapeszcie zdobył tytuł mistrza świata na biegu na 1500 metrów. Rok później został halowym mistrzem świata.
Złoty medalista mistrzostw Wielkiej Brytanii. Stawał na najwyższym stopniu podium mistrzostw NCAA.

## Osiągnięcia indywidualne
| Rok  | Impreza                                   | Miejsce    | Konkurencja         | Lokata      | Wynik   | Reprezentacja |
| ---- | ----------------------------------------- | ---------- | ------------------- | ----------- | ------- | ------------- |
| 2015 | Mistrzostwa Europy juniorów               | Eskilstuna | bieg na 1500 metrów | 1. miejsce  | 3:49,62 | GBR           |
| 2016 | Mistrzostwa świata juniorów               | Bydgoszcz  | bieg na 1500 metrów | 10. miejsce | 3:51,23 | GBR           |
| 2016 | Mistrzostwa Europy w biegach przełajowych | Chia       | bieg juniorów       | 14. miejsce | 17:38   | GBR           |
| 2017 | Mistrzostwa świata                        | Londyn     | bieg na 1500 metrów | eliminacje  | 3:47,30 | GBR           |
| 2019 | Mistrzostwa świata                        | Doha       | bieg na 1500 metrów | 6. miejsce  | 3:32,52 | GBR           |
| 2021 | Igrzyska olimpijskie                      | Tokio      | bieg na 1500 metrów | 3. miejsce  | 3:29,05 | GBR           |
| 2022 | Mistrzostwa świata                        | Eugene     | bieg na 1500 metrów | 5. miejsce  | 3:30,60 | GBR           |
| 2022 | Igrzyska Wspólnoty Narodów                | Birmingham | bieg na 1500 metrów | 12. miejsce | 3:35,72 | ENG           |
| 2023 | Mistrzostwa świata                        | Budapeszt  | bieg na 1500 metrów | 1. miejsce  | 3:29,38 | GBR           |
| 2024 | Halowe mistrzostwa świata                 | Glasgow    | bieg na 3000 metrów | 1. miejsce  | 7:42,98 | GBR           |

## Rekordy życiowe
- bieg na 800 metrów – 1:45,01 (2025)
- Bieg na 1500 metrów (stadion) – 3:27,79 (2024) 10. wynik w historii światowej lekkoatletyki
- Bieg na 1500 metrów (hala) – 3:32,86 (2022) rekord Wielkiej Brytanii
- Bieg na milę (stadion) – 3:45,34 (2024) rekord Wielkiej Brytanii
- Bieg na milę (hala) – 3:48,87 (2022) rekord Europy, 3. wynik w historii światowej lekkoatletyki
- Bieg na 2 mile (hala) – 8:00,67 (2024) najlepszy wynik w historii światowej lekkoatletyki